# 도쿠가와 쓰나노리
도쿠가와 쓰나노리(일본어: 徳川綱教, 1665년 10월 4일 ~ 1705년 7월 8일)는 기슈번 제3대 번주이다. 기슈 번 선대 번주 도쿠가와 미쓰사다의 장남으로 태어났다. 아명은 조코마루(長光丸), 나가토미마루.
| 전임 도쿠가와 미쓰사다 | 제3대 기슈번 번주 (기슈 도쿠가와가) 1698년 ~ 1705년 | 후임 도쿠가와 요리모토 |